# Wilhelm Niklas
Ne doit pas être confondu avec Wilhelm Miklas.
Wilhelm Niklas, né le 24 septembre 1887 à Traunstein (Empire allemand) et mort le 12 avril 1957 à Munich (RFA), est un homme politique allemand. Membre du BVP puis de la CSU, il est ministre de l'Agriculture entre 1949 et 1953.

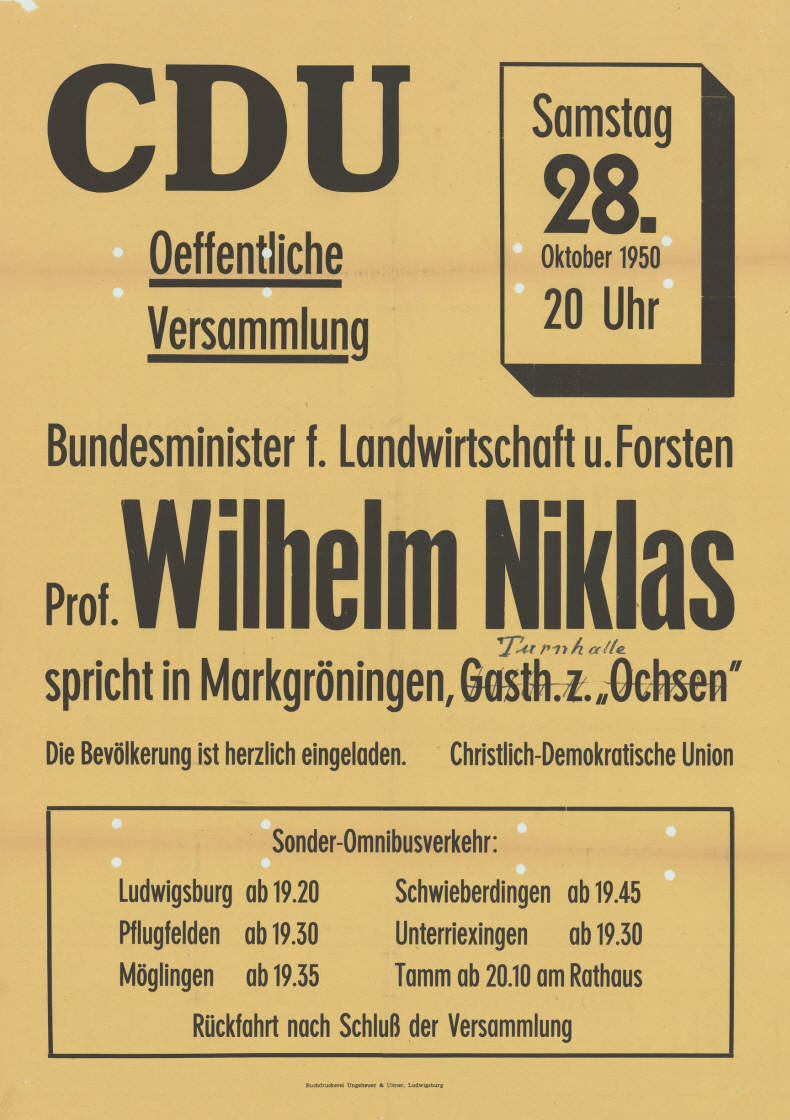
Affiche annonçant une réunion publique en 1950.

## Sources
- (de) Cet article est partiellement ou en totalité issu de l’article de Wikipédia en allemand intitulé « Wilhelm Niklas » (voir la liste des auteurs).